# Avrainville, Essonne
Avrainville är en kommun i departementet Essonne i regionen Île-de-France i norra Frankrike. Kommunen ligger i kantonen Arpajon som tillhör arrondissementet Palaiseau. År 2022 hade Avrainville 1 045 invånare.

## Befolkningsutveckling
Antalet invånare i kommunen Avrainville
| Referens: INSEE |